# En bärs med Nefertite
En bärs med Nefertite är ett musikalbum från 1990 av Stefan Sundström och Apache. Skivan är utgiven som vinyl av Sista Bussen 1990. 1993 gavs den ut på CD av skivbolaget Birdnest.

## Låtlista
| Nr  | Titel                       | Längd |  |
| --- | --------------------------- | ----- |  |
| 1.  | Det måste löna sig att leva |       |  |
| 2.  | Pillerthriller              |       |  |
| 3.  | En bärs med Nefertite       |       |  |
| 4.  | Hjältarna på Kvarnen        |       |  |
| 5.  | Näktergal                   |       |  |
| 6.  | Djävligt lugnt              |       |  |
| 7.  | Vals till SSI               |       |  |
| 8.  | Frispel                     |       |  |
| 9.  | Böglambada                  |       |  |
| 10. | Mediaman                    |       |  |
| 11. | Heliga Jungfruns hospital   |       |  |
| 12. | Waow-waow                   |       |  |
| 13. | Beethåvens femma            |       |  |
| 14. | Marguerite                  |       |  |
| 15. | Vandrande vajan             |       |  |

## Medverkande musiker
- Stefan Sundström - sång, akustisk gitarr
- Ola Nyström - elgitarr, akustisk gitarr, mandolin, kör
- Mats Hedén - dragspel, orgel, kör
- Stefan Axelsen - elbas, kör
- Johan Johansson - trummor
- Christer Romin - trummor, slagverk
- Peder af Ugglas - balalaika
- Jan Ljungwald - fiol

## Albumkonvolut
- Aldo Morot - aka Peter Gartz

Modell till Nefertite är f ö Annelie Morey som är gift med Johan Johansson.